# Aluminiumdiethylphosphinat
Aluminiumdiethylphosphinat oder Depal ist ein phosphorhaltiges Flammschutzmittel, welches unter dem Handelsnamen Exolit OP von Clariant in Knapsack hergestellt wird.
Die Verbindung wird als Zusatzstoff in Kunststoffen eingesetzt und wirkt durch Freisetzung phosphorhaltiger Produkte bei Erhitzung. Die Abbauprodukte fangen die Wasserstoff- und Hydroxyl-Radikale der Flammenzone ab und führen somit zur Flammenvergiftung. Die Flammschutzwirkung von Aluminiumdiethylphosphinat ist somit chemischer Natur.
Die wenigen vorhandenen Studien geben eine geringe Toxizität der Verbindung an.